# Albert Gsell
Jakob Albert Gsell (geboren am 28. Dezember 1867 in Paris; gestorben am 28. Februar 1951 in Guémené-Penfao) war ein französischer Glas-, Kirchen- und Landschaftsmaler.

## Leben
Gsell war ein Sohn des Glasmalers Johann Julius Caspar Gsell (1814–1904) und dessen Frau Caroline Adèle (geborene Laurent), einer Tochter von Émile Laurent. Der Lithograf, Maler und Zeichner Jakob Laurenz Gsell (3. Oktober 1786–1870) war sein Großvater. Er hatte einen Onkel Theodor Gsell Fels, der Kunsthistoriker und Schriftsteller war und vier Brüder, den Maler Lucian Laurenz Gsell (* 19. November 1860–9. November 1944), den Archäologen Stéphane Gsell (7. Februar 1864–1. Januar 1932), den Kunstkritiker und Schriftsteller Paul Gsell (* 24. Januar 1870–19. April 1947) und den Kaufmann Germain Gsell-Monasterio (1877–1953). Er besuchte etwa ab dem 12. Lebensjahr zunächst das Lycée Louis-le-Grand. Anschließend studierte er Naturwissenschaften, die er mit einem Bachelor abschloss. Er war in der Mathematik sehr begabt, so dass sein angeheirateter Onkel Louis Pasteur darauf hinwirkte, dass er sich an der École polytechnique einschrieb. Seine Neigung ging jedoch mehr in die Richtung das Handwerk seines Vaters zu erlernen und wurde dessen Schüler. Ab 1866 besuchte, dem Beispiel seines älteren Bruders Laurent folgend, die École des Beaux-Arts in Paris, wo er im Atelier von Alexandre Cabanel die Pastell- und Ölmalerei erlernte. 1892 kaufte er die Glasmanufaktur seines Vaters „Gsell-Laurent“, für kunstgewerbliche Glasmalerei und firmierte fortan unter dem Namen Glasmalereibetrieb, die Fabrik Hersteller von Buntglasfenstern „Albert Gsell“.
In den Jahren 1893 bis 1903 war er mit seinen Werken im Pariser Salon der Société nationale des beaux-arts vertreten. Bis 1902 fertigte er überwiegend Buntglasfenster. Er war Mitglied der Kommission für historische Baudenkmäler französisch Commission des Monuments historiques. In der Zeit von 1908 bis 1918 signierte er seine Werke mit „Gsell-Maury“. Er unternahm in der Zeit vom Oktober 1902 bis Ende 1904 zwei Reisen nach Kanada. Hier war er mit der Ausschmückung der Bahnhofshallen der Canadian Pacific Railway beschäftigt. Anschließend erhielt er den Auftrag, die italienischen Fresken der Kirchen und Klöster in Savoyen zu restaurieren. Seine Bilder waren in den jährlichen Salons zu sehen. Zuletzt schuf er einige Fenster und Fresken in der Kirche von Derval, die er 1943 fertiggestellt hatte. Diese wurden per Dekret vom 6. Juli 1990 in das Inventar der zu schützenden historischen Kulturgüter aufgenommen.
Im Herbst 2021 entdeckte Jacky Michel, Einwohner und Gemeinderat von Guémené-Penfao, auf seinem Dachboden Werk Gsells. Es handelt sich um ein Triptychon, dessen Gesamtfläche 27 m² beträgt.

## Familie
Gsell war zweimal verheiratet:
- 1908 mit Elvine Maury († 1918)
- 1921 mit Marie Olivan, mit der er drei Kinder hatte:
  - Geneviève Gsell (1921–18. September 1941 ⚭ mit Lean Pierre Francois Marie Lefort.
  - Viviane Gsell (1923–27. Juni 2010) wurde Ärztin ⚭ 1948 mit René Bascou.
  - Alain Gsell (* 1925) ⚭ 1952 mit Francoise Bajot, * 1935).

## Werke (Auswahl)

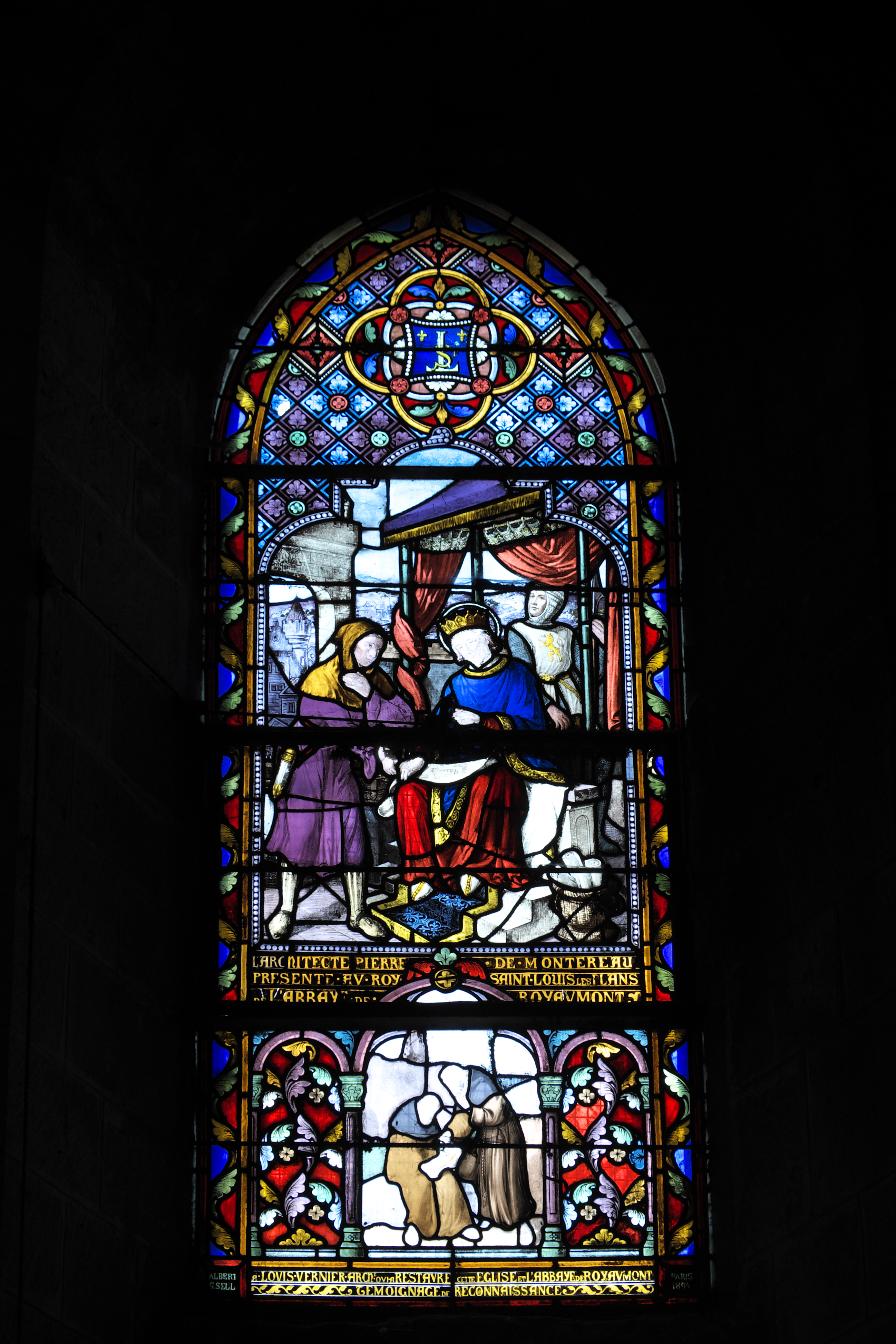
Kirche Saint-Laurent Beaumont-sur-Oise

- Glasgemälde für den Festsaal der Mairie des 6. Arrondissements
- Kartons mit Entwürfen für die Fenster im Saal des neuen Musikkollegiums in Paris
- Glasgemälde für die Präfektur von Limoges
- 1894: Buntglasfenster in der Kirche St-Laurent (Beaumont-sur-Oise)
- 1895: Le jardin anglais du Luxembourg kleines Buntglasfenster, im „Salon du Champ-de-Mars“ ausgestellt
- 1895: Restauration und Vollendung von Buntglasfenstern in der Cathédrale St-Pierre de Lisieux
- ca. 1900: La Purification de la Vierge et la Présentaion au temple für die Kirche St-Wulfran (Abbeville)
- 1912: Triptychon les différents âges de la vie et des danses champêtres d’inspiration antique

## Ausstellungen (Auswahl)
- 17. bis 25. September 2022: Albert Gsell, 1867–1951 – Peintre et maître verrier à Guémené-Penfao. im Rathaus Guémené-Penfao und in der Kirche von Derval